# Lijst van anime- en mangaterminologie
Het volgende is een woordenlijst die specifiek is voor anime en manga. Met anime wordt gerefereerd naar animatieseries, films en video's, met manga wordt gerefereerd naar grafische romans, strips, tekeningen, en aanverwante kunstwerken.
Japanse woorden die in het algemeen worden gebruikt (bijv. oniisan, kawaii en senpai) zijn niet opgenomen in deze lijst, tenzij er een toepassing is van deze termen die specifiek is voor anime of manga.

## Karaktereigenschappen
- ahoge (ア ホ ゲ, "idioot haar"): verwijst naar een haarlok die merkbaar boven op het hoofd van een anime/mangakarakter uit steekt.[1][2]
- bishōjo (美 少女, "mooi meisje"): mooie jonge vrouw.[3]
- bishōnen (美 少年, "mooie jongen", soms afgekort tot bishie): Japans esthetisch concept van de bij uitstek mooie jonge man: lang, dun en androgyn.[4] In Japan verwijst het naar jonge mannen met dergelijke kenmerken, terwijl het in Europa en Amerika een algemene term is geworden voor aantrekkelijk androgene mannen van alle leeftijden.
- chunibyo (中 二 病, chūnibyō): meestal gebruikt om jonge tieners te beschrijven die grootheidswaanzin hebben en zichzelf ervan hebben overtuigd dat ze verborgen kennis of geheime krachten hebben.
- dandere (ダ ン デ レ): Een personage dat stil en asociaal is. Ze zijn bang om te praten, uit angst dat wat ze zeggen hen in moeilijkheden zal brengen. De term is een samenvoeging van danmari (黙 り), wat stilte betekent, en deredere (で れ で れ), wat verliefd betekent.[5]
- dojikko (ド ジ っ 子): Een schattig meisje dat de neiging heeft om onhandig te zijn. Ze kunnen fouten maken die zichzelf of anderen pijn doen.[6] Dojikko-karakters zijn veel voorkomende archetypes in anime- en mangaseries.[7]
- goudere (豪 デ レ): een personage dat meedogenloos hun eigen visie op de verlangens van hun liefde nastreeft, die ze meestal op een komische en over-the-top manier verkeerd begrijpen.[8]
- kemonomimi (獣 耳, け も の ミ ミ, ケ モ ノ ミ ミ, letterlijk: "dierenoren"): personages met dierlijke kenmerken zoals oren en een staart, maar een menselijk lichaam. Een van de meest voorkomende typen is de nekomimi (letterlijk: kattenoren), of catgirl.
- kuudere: Een archetype die kalm is aan de buitenkant en nooit in paniek raakt. Ze vertonen weinig emotie en zijn in extreme gevallen volledig emotieloos, maar verbergen mogelijk hun ware gevoelens. Het zijn meestal personages die altijd de leiding hebben over een situatie. De term is een samenvoeging van de Japanse uitspraak van cool (ク ー ル) en deredere (で れ で れ).[5]
- tsundere (ツ ン デ レ): Een archetypes dat meestal streng, koud of vijandig is tegenover de persoon waar ze van houden, meestal uit verlegenheid of nervositeit, maar soms per ongeluk hun warme gevoelens tonen. Het is een samenvoeging van de Japanse termen tsuntsun (ツ ン ツ ン), wat streng of vijandig betekent, en deredere (で れ で れ), wat verliefd betekent.[9]
- undere (ウ ン デ レ): Een ja-man. Vernoemd naar 'un'; een Japanse transcriptie voor een bevestigend grom.[10]
- yandere (ヤ ン デ レ): Een personage dat in eerste instantie liefdevol en zorgzaam is voor de persoon waar ze van houden, totdat hun liefde, bewondering en toewijding destructief van aard wordt door overbezorgdheid, geweld, wreedheid of alle drie gecombineerd. De term is een porte-manteau van de woorden yanderu (病 ん で る), wat (mentaal of emotioneel) ziek betekent, en deredere (で れ で れ). Yandere-personages zijn mentaal instabiel, extreem gevaarlijk en gebruiken geweld of meedogenloosheid als uitlaatklep voor hun emoties. Yanderes zijn meestal, maar niet altijd, vrouwelijke personages.[9]

## Doelgroepen
- josei (女性, "vrouw"): Anime en manga bedoeld voor volwassen vrouwen.[11]
- kodomo (子 供) of kodomomuke (子 供 向 け): Anime en manga voor kinderen.[11]
- seinen (青年): Anime en manga bedoeld voor volwassen mannen.[11][12]
- shōjo (少女, "jonge vrouw"): Anime en manga bedoeld voor tienermeisjes.[11][12]
- shōnen (少年, "jonge man"): Anime en manga bedoeld voor tienerjongens.[11][12]

## Fandom
- anipro (ア ニ パ ロ): Een term voor het parodische gebruik van anime-personages door fans, een samenvoeging van "anime" en "parodie".[13]
- Comiket (コ ミ ケ ッ Kom Komiketto, "stripmarkt"): een van de grootste beurzen voor dōjinshi-strips, twee keer per jaar gehouden in Ariake, Tokio.[14]
- dōjinshi (同人 誌): Een door fans gemaakt werk zoals een parodie, fanfictie of manga.
- fandub: afkorting voor door fans gemaakte dubs, waarin fans de originele gesproken audio van een film of video vervangen met gesproken audio uit een andere taal.[15]
- fansub: Afkorting voor door fans gemaakte ondertitels, waarin fans de dialoog van een film of video hebben vertaald en ondertiteld in een andere taal.[11]
- fudanshi (腐 男子, "rotte jongen"): een mannelijke fan van BL.[16]
- fujoshi (腐 女子, "rot meisje"): een vrouwelijke fan van BL.[17]
- nijikon (二次 コ ン, "2D complex"): Verscheen begin jaren tachtig en beschrijft een fenomeen waar iemand tweedimensionale anime-, manga- of light novel-personages visueel, fysiek of emotioneel aantrekkelijker vindt dan echte mensen, of dat een persoon uitsluitend seksueel opgewonden kan raken door 2D-personages.[18][19]
- Odagiri-effect: een televisiefenomeen waarbij een programma een groter dan verwacht aantal vrouwelijke kijkers trekt omdat het programma aantrekkelijke mannelijke acteurs of personages bevat.[20][21]
- otaku (お た く, オ タ ク, ヲ タ ク): De letterlijke vertaling van het woord is het huis of de familie van iemand anders (お 宅, otaku). In het Japanse jargon is otaku meestal gelijk aan "nerd", maar op een meer denigrerende wijze dan in het Westen. In 1989 werd het woord "otaku" gemeden in relatie tot anime en manga nadat Tsutomu Miyazaki (genaamd "De Otaku Moordenaar") minderjarige meisjes op brute wijze vermoordde.[22] Sindsdien is het woord in Japan minder negatief geworden, omdat meer mensen zichzelf als otaku identificeren.[23]
- waifu/husbando: een personage uit niet-live-action visuele media (meestal anime, manga of computerspel) tot wie men zich aangetrokken voelt, of die als een romantische partner wordt beschouwd.[24]
- weeaboo: een denigrerende term voor een onaangename fan van de Japanse cultuur, oorspronkelijk een vervangend woord voor "wapanese" (een samentrekking van "wannabe" Japans of "wit" Japans)[25][26]

## Genres
- bakunyū (爆 乳, "enorme borsten"): Een genre van pornografische media dat zich richt op afbeelding van vrouwen met grote borsten.[27] Met betrekking tot bh-maat zou bakunyū boven een G75-bh-maat zijn, maar onder een M70.[28]
- bara (薔薇, "roos"): een mannelijke homomannencultuur en, in manga-kringen, een genre van manga over gezette homosexuele mannen, meestal geschreven en getekend door homo mannen. Ook bekend als gay manga (ゲ イ コ ミ geikomi, "gay comics")
- Boys' Love (ボ ー イ ズ ラ ブ, Bōizu Rabu): afgekort "BL", anime of manga met een focus op mannelijke homosexuele relaties gericht op een vrouwelijke doelgroep, momenteel algemeen gebruikt in Japan om te refereren naar yaoi en shōnen-ai.[29]
- harem: Een subgenre van anime en manga gekenmerkt door een gewone man die omringd door een groep aantrekkelijke vrouwen, waarvan sommige mogelijk gevoelens voor hem krijgen. Een meisje omringd door aantrekkelijke jongens is een omgekeerde harem (reverse harem).[30]
- isekai (異 世界, "andere wereld"): een subgenre van manga en anime waarin personages worden getransporteerd of gereïncarneerd in een alternatieve wereld, vaak in een fantasiesetting.[31]
- lolicon (ロ リ コ ン, rorikon): Portmanteau voor "lolita-complex". Een genre van manga en anime waarin kinderlijke vrouwelijke personages op erotische wijze worden afgebeeld.[11]
- mecha: anime en manga met (vaak gigantische) vechtende robots.
- shōjo-ai (少女 愛): Manga of anime die zich richt op romances tussen vrouwen.[32] Het is een term bedacht door Engelssprekende fans als tegenhanger van shōnen-ai,[33] om te refereren naar yuri zonder expliciete seksscènes. In Japan refereert het naar efebofilie.[34]
- shōnen-ai (少年 愛): een term die mannelijke homoseksuele inhoud in de media van vrouwen aanduidt, hoewel dit gebruik in Japan achterhaald is. Engelssprekenden gebruiken het om te refereren naar BL zonder expliciete seksscènes. In Japan refereert het naar efebofilie.
- shotacon (シ ョ タ コ ン shotakon): Een genre van manga en anime waarin kinderlijke mannelijke personages op erotische wijze worden afgebeeld.
- yaoi (や お い): Anime of manga met een focus op vaak seksueel expliciete, homoseksuele mannelijke relaties. Japans acroniem voor "yama nashi, ochi nashi, imi nashi" (geen climax, geen punt, geen betekenis).[11]
- yuri (百合): Anime of manga met een focus op lesbische relaties. In Japan duidt de term een breed spectrum van verschillende soorten lesbische relaties aan. Buiten Japan wordt het gebruikt voor seksueel expliciete inhoud, en is explicieter dan shojo-ai.[11][32]

## Andere termen
- AMV (Anime Music Video): Videoclips van ten minste één anime-serie die is gearrangeerd voor een muziekstuk dat op de achtergrond speelt.[11]
- CV: Character Voice (karakterstem), zie Seiyu.[35]
- dub: Wanneer de stemmen in een anime worden ingesproken in een andere taal.
- eyecatch (ア イ キ ャ ッ チ, aikyatchi): een scène of illustratie die wordt gebruikt om een reclamepauze in een Japans tv-programma te beginnen en te beëindigen, vergelijkbaar met commerciële bumpers in de Verenigde Staten.
- eroge (エ ロ ゲ ー, erogē): Samensmelting van erotisch spel (エ ロ チ ッ ク ゲ ー ム erochikku gēmu). Eroge is een Japans computerspel met erotische inhoud, meestal in de vorm van kunstwerken in een anime-stijl.
- fanservice (フ ァ ン サ ー ビ fan, fan sābisu): elementen die specifiek zijn bedoeld om een deel van het publiek seksueel te prikkelen (zoals schaars geklede of naakte mannen of vrouwen, of ecchi-inhoud), vaak op een manier die verder inhoudelijk weinig of niks toevoegt aan de serie.[36]
- galge (ギ ャ ル ゲ, garuge): Een type Japanse computerspel gericht op interacties met aantrekkelijke meisjes in anime-stijl. Deze spellen zijn een subgenre van dating sims gericht op een mannelijk publiek.
- gekiga (劇 画, "dramatische foto's"): een term die is aangenomen door serieuzere Japanse cartoonisten, die niet wilden dat hun werk in verband werd gebracht met manga.[37] Het lijkt op Engelssprekenden die de voorkeur geven aan de term "graphic novel", in plaats van "comic book".[38]
- gensakusha (原作者, "oorspronkelijke auteur"): een term die wordt gebruikt door afgeleide werken om de oorspronkelijke maker van een serie te erkennen. Het wordt ook gebruikt om te verwijzen naar de schrijver van een manga, in tegenstelling tot de illustrator.[39]
- guro: een type anime, manga of spel waar geweld, marteling en soms de dood van het personage de focus is. Wordt vaak ook gebruikt in plaats van de hentai-uitdrukking ero guro (erotische guro).
- hentai (変 態, "perverseling"): een term die buiten Japan wordt gebruikt om erotische of pornografische manga en anime te beschrijven. In Japan worden termen als "ero manga" en "ero anime" gebruikt om deze genres te beschrijven.[40]
- juné (ジ ュ ネ): Een manga of tekstverhaal met mannelijke homoseksuele thema's geschreven voor vrouwen in een esthetische (耽美, tanbi) stijl, zo genoemd vanwege het tijdschrift Juné.
- kabedon (壁 ド ン): Wanneer een persoon tegen de muur slaat of leunt en de andere persoon nergens heen kan.[41]
- lemon (レ モ ン, remon): Afgeleid van de hentai anthologiereeks Cream Lemon (く り い む レ モ ン, Kurīmu Remon). De term wordt gebruikt om te verwijzen naar expliciete seksuele inhoud.[42]
- mangaka (漫画家, マ ン ガ 家): Een maker van manga; dit kan zowel de schrijver als de illustrator zijn.[12]
- mihiraki (見 開 き): Een mangascène, meestal één enkele afbeelding, verspreid over twee tegengestelde pagina's.
- name (ネ ー ム, Nēmu): een ruwe schets van een voorgestelde manga.[43] Ook bekend als een manga-storyboard.[12]
- omake (お ま け, オ マ ケ, "extra"): een bonus-strip of scène in anime en manga.[12]
- ONA (Original Net Animation): een anime-productie die bedoeld is om via internet te worden verspreid via streaming of directe download, in tegenstelling tot op tv of in bioscopen.
- otome game (乙 女 ゲ ー ム, otome gēmu, letterlijk 'meisjes spel'): een computerspel gericht op een vrouwelijke doelgroep, waarbij een van de hoofddoelen, naast het voltooien van het verhaal, het ontwikkelen van een romantische relatie is tussen het personage van de speler en een van de verschillende mannelijke personages.
- OVA (Original Video Animation): een type anime dat bedoeld is om te worden gedistribueerd op VHS-banden of dvd's en niet wordt vertoond in bioscopen of op televisie. Het wordt ook minder vaak Original Animated Video (OAV) genoemd.[11] Dvd's worden ook wel Original Animated DVD (OAD) genoemd.[44][45]
- raw: Anime-aflevering of manga-scans in de oorspronkelijke taal zonder bewerking of ondertitels.
- ryona (リ ョ ナ), portmanteau: "ryōki" (猟 奇, "op zoek naar het bizarre"); "onanī" (オ ナ ニ ー, "masturbatie"): een Japanse term voor een seksueel complex. Deze fetisj draait om een slachtoffer, bijna uitsluitend een vrouw, dat fysiek wordt mishandeld of psychisch wordt misbruikt door een dader. Het verschilt van sadisme doordat het een voyeuristische fantasiefetisj is met de focus op fictieve personages uit computerspellen, anime, manga, televisie en films waarin vrouwen worden mishandeld, mishandeld of vermoord. Als het slachtoffer een man is, wordt het vaak bestempeld als gyaku-ryona (逆 リ ョ ナ).[46]
- scanlation (ook scanslation): Het scannen, vertalen en bewerken van strips van de ene taal naar de andere.[12][47]
- seiyū (声優): een Japanse stemacteur. Naast het uiten van personages in anime, doet seiyū ook de stem voor computerspellen, radioshows, drama-cd's en andere media.
- yonkoma (4 コ マ 漫画, "viercellige manga"): Verwijst naar manga die is getekend in een stripvorm met vier panelen.
- zettai ryōiki (絶 対 領域, "absoluut territorium"): verwijst naar het gebied met blootliggende dijen als een meisje een korte rok en dijhoge sokken draagt.[48]